# 에릭 팔라디노
에릭 팔라디노(Erik Palladino, 1968년 5월 10일 ~ )는 미국의 배우이다.

## 영화
- U-571 (영화)
- 래터 데이즈
- 베리드

## 텔레비전
- 머피 브라운
- ER (드라마)
- 저징 에이미
- 조안 오브 아카디아
- CSI: 과학수사대
- 크로싱 조던
- 넘버스 (드라마)
- 크리미널 마인드
- 원:아워
- 프라이빗 프랙티스
- 리퍼 (드라마)
- 프린지 (드라마)
- 번 노티스
- NCIS (드라마)
- 메이크 잇 오어 브레이크 잇
- 화이트 칼라 (드라마)
- 디펜더스: 유쾌한 변호사들
- 캐슬 (드라마)
- NCIS: 로스앤젤레스
- 666 파크 애비뉴
- NCIS: 로스앤젤레스
- 블루 블러드 (드라마)
- 애로우: 어둠의 기사
- 지정생존자 (드라마)
- 슈츠
- 더 마블러스 미세스 메이즐
- 왓치맨 (드라마)